# Munirulhaq Nadim
Munirulhaq Mawladad Nadim (* 9. August 1985 in Balch, Afghanistan) ist ein afghanischer Fußballspieler, der zuletzt bei Simorgh Alborz spielte.

## Vereinskarriere
Seit 2008 spielte Nadim beim Kod-e-Barq Mazar-e-Sharif FC. Wie die meisten anderen Spieler in der Afghan Premier League 2012, empfahl auch Nadim sich über der Fußballcastingshow Maidan e Sabz und unterschrieb einen Vertrag bei Simorgh Alborz. Sein Debüt feierte er als Kapitän der Mannschaft am 21. September 2012 bei der 4:1-Niederlage gegen Tofan Harirod. In seinem zweiten Spiel gegen Mawjhai Amu (4:2) erzielte zwei Tore. Im Halbfinale gegen De Maiwand Atalan schoss Nadim sein Team im Alleingang ins Finale, nachdem er beide Treffer beim 2:1-Sieg gegen De Maiwand Atalan erzielte. Als man das Finale 1:2 gegen Tofan Harirod verlor, wurden sie Vizemeister 2012. Munirulhaq Nadim wurde hinter Hamidullah Karimi und Gholam Reza Yaqoubi drittbester Torschütze der APL 2012 mit 5 Toren. In der Saison 2013 knüpfte er an den Leistungen der vorigen Saison an; beim 5:1-Sieg gegen De Abasin Sape erzielte Nadim drei Tore. Wieder schaffte Simorgh Alborz den Einzug ins Finale, das jedoch mit 1:3 n. V. gegen Shaheen Asmayee verloren ging. Mit 14 Einsätzen war er aktueller Rekordspieler und mit neun Toren Rekordtorschütze seines Teams.

## Nationalmannschaft
Er wurde für die Qualifikation zum AFC Challenge Cup 2014 nominiert und kam in zwei der drei Spiele gegen die Mongolei (1:0) und Laos (1:1) zum Einsatz, nur beim Spiel gegen Sri Lanka (1:0) nicht. Schlussendlich konnte sich man sich qualifizieren.

## Erfolge
- Afghanischer Vizemeister: 2012, 2013